# حسن علي ميري
الدكتور حسن علي ميري (بالصومالية: Xasan Cali Mire)‏ ، (بالإنجليزية: Hassan Ali Mire)‏؛ سياسي صومالي. خلال أوائل السبعينيات ، عمل لفترة وجيزة كأول وزير للتعليم في جمهورية الصومال الديمقراطية. شارك ميري لاحقًا في تأسيس وترأس الجبهة الديمقراطية للإنقاذ الصومالية (SSDF). في عام 1998، كان أيضًا من بين مؤسسي دولة أرض البنط الصومالية المتمتعة بالحكم الذاتي.

## حياته الشخصية
ولد ميري وترعرع في مدينة عيل بور الصومال. ينحدر من عشيرة ماجرتين التابعة لعشيرة دارود.
لتعليمه ما بعد الثانوي ، درس ميري في الولايات المتحدة. حصل على درجة الدكتوراه. من معهد رابطة اللبلاب الخاص بجامعة برينستون في نيو جيرسي. 

## مسار مهني مسار وظيفي

### وزير التربية
في 15 أكتوبر / تشرين الأول 1969، أثناء زيارة لمدينة لاس عنود الشمالية، قُتل الرئيس الصومالي آنذاك عبد الرشيد علي شرماركي برصاص أحد حراسه الشخصيين. سرعان ما أعقب اغتياله انقلاب عسكري في 21 أكتوبر 1969، استولى فيه الجيش الصومالي على السلطة دون مواجهة معارضة مسلحة - وهو في الأساس استيلاء غير دموي. قاد الانقلاب اللواء محمد سياد بري، الذي كان في ذلك الوقت يقود الجيش. قام المجلس الثوري الأعلى الجديد (SRC) الذي استولى على السلطة فيما بعد بتسمية ميري كوزيرة للتعليم في أول حكومة له بعد الانقلاب. استقال بعد تسعة أشهر من تعيينه في المكتب.

### الجبهة الديمقراطية للإنقاذ الصومالية
في عام 1978، شاركت مجموعة من المسؤولين بشكل رئيسي من عشيرة ماجيرتين التابعة لمير، بمن فيهم عبد الله يوسف أحمد، في محاولة فاشلة للإطاحة بإدارة بري الديكتاتورية.  تم إعدام معظم الأشخاص الذين ساعدوا في التخطيط للانقلاب بإجراءات موجزة، لكن أحمد وعدة عقيد آخرين تمكنوا من الفرار إلى الخارج. في وقت لاحق من ذلك العام، في إثيوبيا المجاورة، شكّل ميري وأحمد حركة متمردة تسمى جبهة الإنقاذ الصومالية، مع أحمد رئيسًا لها.  تم تغيير اسم المنظمة لاحقًا إلى الجبهة الديمقراطية للإنقاذ الصومالية (SSDF) في عام 1979. كانت الأولى من بين عدة مجموعات معارضة كرست للإطاحة بنظام بري بالقوة.
في عام 1986، بعد سجن أحمد قبل بضعة أشهر من قبل السلطات الإثيوبية، تم انتخاب مير كرئيس جديد لقوات الدفاع عن جنوب السودان. وتحت توجيهه التزم التنظيم بسياسة معتدلة تطالب بانتخابات حرة وإزالة القواعد العسكرية الأجنبية. 
في عام 1990، عشية الحرب الأهلية في الصومال وإسقاط نظام بري، كان ميري من بين الموقعين على بيان يدعو إلى المصالحة الوطنية. كممثل لقوات الدفاع عن جنوب السودان، عارض مير أي حكم عسكري. ومن الموقعين الآخرين على الوثيقة عدن عبد الله عثمان دار، أول رئيس للصومال، وحوالي 100 سياسي صومالي إضافي.

## تأسيس أرض البنط
في عام 1998، شارك كل من ميري وعبد الله يوسف أحمد بجانب شخصيات بارزة أخرى من شمال شرق الصومال، إضافة إلى النخبة السياسية في المنطقة وشيوخ العشائر (إيسيمس) وأعضاء مجتمع الأعمال والمثقفين وممثلي المجتمع المدني، في تأسيس ولاية بونتلاند الصومالية المستقلة.  وعُقد المؤتمر الدستوري الذي صدر فيه الإعلان في غاروي على مدى ثلاثة أشهر، بهدف تقديم الخدمات للسكان، وتوفير الأمن، وتسهيل التجارة، والتفاعل مع الشركاء المحليين والدوليين. تم انتخاب أحمد لاحقًا كأول رئيس للدولة.

## الحالي
في أغسطس 2013، كان ميري متحدثة ضيفًا في برنامج تخرج أوهايو الصومالي السنوي الرابع في كولومبوس، أوهايو. جمع الحدث مئات الطلاب وأولياء الأمور والمهنيين والقادة لتكريم خريجي الثانوية والتعليم العالي الصوماليين في الولاية. عمل رئيس الوزراء الصومالي السابق محمد عبد الله محمد (فارماجو) كمتحدث رئيسي، حيث مُنحت المنح المالية لأبرز الطلاب.